# K-12 (álbum)
K-12 es el segundo álbum de estudio de la cantante y compositora estadounidense Melanie Martinez, sirve como segunda entrega de proyecto de trilogía, representado el crecimiento de Cry Baby. lanzado mundialmente el 6 de septiembre de 2019 por el sello discográfico Atlantic Records El álbum marcó su primer álbum de estudio de larga duración en cuatro años desde el lanzamiento de Cry Baby de 2015. El título del álbum y su concepto fueron objeto de que hablar inicialmente el 15 de mayo de 2019. Tal álbum tenía destinadas las canciones "AK-47", "Eraser", "Papercut" y "Glue Stick" pero al final se decidieron descartarlas. El álbum y la película incluyen a su personaje Cry Baby. El tráiler se lanzó oficialmente el 23 de julio de 2019. Sus pistas muestran valores muy feministas del empoderamiento de las mujeres y tocan temas como la mentalidad de "los niños serán niños", los hombres depredadores en el poder, los trastornos alimentarios, el racismo, la transfobia y constructos de género. Una película musical que la acompaña, escrita y dirigida por ella misma, hizo su debut cinematográfico en Los Ángeles el 3 de septiembre y luego en cines selectos de todo el mundo el 5 de septiembre. Para luego publicarse en Youtube.

## Antecedentes y desarrollo

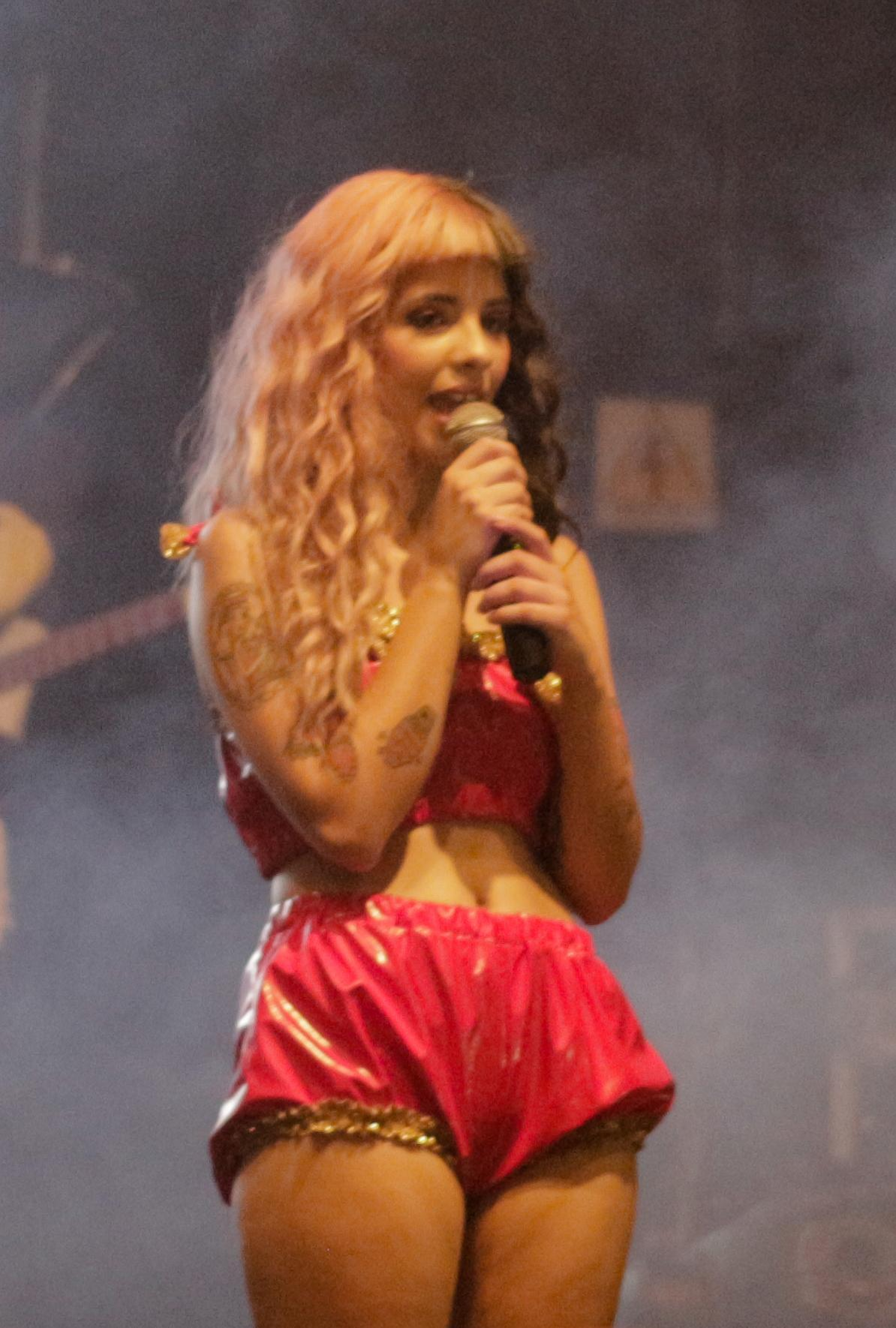
Martinez comenzó a desarrollar el álbum solo algunos meses después de la publicación de Cry Baby (2015). En la imagen, la cantante durante su Cry Baby Tour.

Tan solo algunos meses después de haber publicado su primer álbum de estudio conceptual, Cry Baby (2015), Martinez reveló que «sabía exactamente» lo que sería su próximo trabajo, pese a no dar mucha información, explicó que su intención era conectar todos sus álbumes y continuar con la historia de Cry Baby. Asimismo posicionó a este último personaje como la narradora de la nueva historia, y mencionó que trataría sobre el lugar donde vive y la introducción de nuevos personajes, y se alejaría de las historias de familia y relaciones desarrollada en el anterior disco. Entre marzo y mayo de 2016, Martinez comentó que el material aún estaba en los procesos de composición, y que no planeaba lanzarlo pronto, además publicó en su cuenta de Instagram un fragmento de la letra de una de las canciones que aparecerían en él. Eventualmente, la intérprete aseguró que no daría detalles del proyecto hasta finalizar con los vídeos musicales promocionales de Cry Baby; además reveló que su entonces pareja, el productor Michael Keenan, volvería a trabajar con ella en el álbum, después de haberlo hecho en el anterior. En agosto de ese año, tras ser entrevistada por un editor de la revista Vogue por su participación en el Lollapalooza 2016, confirmó que el álbum había terminado de ser escrito, y estaba en proceso de producción. A finales de octubre de ese año indicó que estaba realizando los «toques finales y pequeños detalles»; también señaló que saldría en algún momento del 2017, y que al igual que Cry Baby sería un álbum conceptual y contendría trece canciones.
Durante una entrevista con el portal de noticias brasileño G1, la cantante comentó que su nuevo material era sobre «curarse a través de la música [y] ayudar a la gente», y que aunque era muy personal, debía «tener ese aspecto de curación para otras personas». En marzo de 2017, Martinez confirmó para la edición argentina de la revista Billboard que había trabajado con Emily Warren—coescritora de «Soap»— en tres canciones del disco puesto que según la intérprete, Warren es «la única con la que podría componer una canción en este momento de mi vida, porque todo el material es muy personal y viene desde muy adentro mío». Igualmente mencionó que quizá el álbum tardaría más de lo esperado debido a que se encontraba componiendo los bonus tracks y trabajando en el aspecto visual. Tras la elección del presidente de los Estados Unidos, Donald Trump, Martinez admitió estar «aterrorizada» con el hecho, y que a causa del polémico panorama en el que se encontraba el país, había escrito una canción cuyo personaje principal tiene un nombre que es un juego de palabras para Trump.
Por otro lado, Martinez concedió una entrevista a la estación de radio chilena Rock & Pop donde reiteró que el álbum estaría muy apegado al tema visual, dado que esto le ayudaría a «contar una historia de principio a fin». También se refirió sobre el personaje Cry Baby en esta nueva historia, donde ahora ella estaría creciendo: «En Cry Baby es una niña, entonces el próximo álbum será como ella haciendo la transición hacia una joven adulta. Es un tipo de proceso de crecer, desde la primera canción hasta la número trece». Sobre el lanzamiento del álbum, dijo que no había fijado una fecha fija aún pues pasaría el resto del año enfocada en la creación de todo lo visual.

## Lanzamiento y portada
En febrero de 2019, Martinez reveló que, aunque el álbum ya estaba terminado, esperaría a finalizar la edición de la película con el fin de publicarlos juntos a finales de verano. Asimismo, dijo que no habría ningún sencillo que precediera al disco.  El 15 de mayo de ese mismo año, la cantante estrenó un vídeo de diecinueve segundos en sus redes sociales. En él, Martinez bajo el personaje de Cry Baby, entra a un aula de clases donde la maestra y los alumnos la miran de una forma extraña. El corto concluye con un cartel donde se lee «K-12». Al día siguiente, desveló la portada del álbum, la cual muestra a Martinez de espaldas a un gran edificio rosa pastel, mientras que a su lado se sitúa un autobús escolar del mismo color. Posteriormente el 15 y 29 de ese mismo mes subió dos nuevos adelantos, de los cuales el segundo de estos, confirma la fecha de lanzamiento del disco, el 6 de septiembre de 2019.

## Promoción

### Sencillos
Martinez anunció en enero de 2020, meses después del lanzamiento del álbum que Lunchbox Friends sería lanzado como el sencillo principal del álbum.

### Sencillos promocionales
Antes de que se anunciara que «Lunchbox Friends» sería el primer single oficial, Martínez promocionó «High School Sweethearts» y «Strawberry Shortcake» como singles promocionales en julio de 2019 a través de un lanzamiento en vinilo.

### Película
Desde un principio, Martinez expresó que el álbum sería «muy visual» ya que trataría de «reflejar los signos de esta era». Debido a esto, la cantante confirmó que habría una película que acompañaría el lanzamiento del mismo con el fin de buscar una nueva forma de contar la historia del disco sónica y visualmente, a diferencia de los trece vídeos musicales de Cry Baby, publicados individualmente. Asimismo dijo que el filme era su principal prioridad y sería una «mezcla de terror y drama», donde ella se encargaría de dirigirlo y escribirlo, además de otros aspectos como la estética y el maquillaje. La película se estrenó el 5 de septiembre de 2019 un día antes del lanzamiento del álbum en cines selectos alrededor del mundo. También se encuentra disponible en el canal de YouTube de la cantante.

## Música y letras
K-12 fue producido en su mayoría por Michael Keenan, quien previamente había colaborado con Martínez en algunos temas de su álbum anterior, Cry Baby. Un tema, «Drama Club», fue producido por los frecuentes colaboradores de Martínez Kinetics & One Love. El sitio web oficial de Martínez describe el sonido de K-12 como "un vibrante y singular crisol de hip-hop, soulful pop y indie-leaning electro". Allmusic también nota influencias de hip hop y R&B. La letra de las canciones habla de las experiencias de ambos personajes de Melanie, Cry Baby, en la escuela Sleepaway K-12, y de temas más generales. Entre los temas a destacar se encuentran «Drama Club» y «Strawberry Shortcake», en los que se discuten diferentes formas de sexismo y discriminación de género, «Lunchbox Friends», en la que Martínez habla de amigos falsos (llamados "lunchbox friends" en la canción) y un anhelo de amistad real y duradera, «Orange Juice», un tema que discute bulimia e inseguridades relacionadas con el cuerpo, «Teacher's Pet», donde se describe y critica el romance estudiante-profesor y «The Principal» y «Detention», que exploran el tema del desequilibrio de poder entre los estudiantes y el personal, junto con la codicia y el trato injusto de los alumnos, «Show & Tell» al igual que en «Dollhouse» se habla de como la gente llega a pensar que las celebridades son perfectas y a la vez habla de como los fanes de Melanie Martinez la llegan a tratar de manera irrespetuosa, a tal punto de etiquetarla como mala persona. Otras canciones del álbum giran en torno a los acontecimientos de la película.

## Recepción crítica

### Álbum
Macy Wilbur de The Daily Free Press dio una crítica generalmente favorable del álbum, llamándolo "un álbum aún más poderoso que su debut" y elogiando las voces "inquietantes" y la producción "misteriosa". Consideró «Wheels on the Bus», «Lunchbox Friends» y «Orange Juice» como los puntos culminantes del álbum y «Show & Tell» y «Drama Club» como los temas más débiles, describiendo la producción de la primera como "aburrida si el oyente no está interesado en la letra" y la segunda como "repetitiva". Julian Denizard de The Breeze dio una crítica negativa general del álbum, afirmando que "El problema principal con K-12 se reduce a los niveles de talento de Martinez y su habilidad para crear una canción a nivel técnico. Sobre el papel, su estética y las ideas exploradas en este álbum pueden ser realmente convincentes, como «Strawberry Shortcake», que toca temas de positividad corporal y dismorfia corporal entre las adolescentes. Sin embargo, Martinez carece de la capacidad de entregar estos conceptos de una manera agradable. Desafortunadamente, este álbum probablemente hubiera sido mejor si otro artista lo hubiera manejado". Describió «Nurse's Office» como el peor tema del álbum, calificando su coro de repetitivo y afirmando: "Si Martínez intentaba imitar a un bebé con este tema, lo hacía de la manera menos interesante posible". Describió «Show & Tell» como un "tema fuerte" pero incapaz de "justificar las otras actuaciones anodinas del álbum".

### Película
En una crítica positiva, Mike Wass de Idolator describió la película como un "musical pop retorcido". Elogió la "perfecta" integración de la música del álbum en la trama de la película y comparó los visuales con los de las películas de Tim Burton y Wes Anderson, pero describió el contenido como "multicapa, arenoso y claramente Melanie". Afirmó que "Melanie ha creado una película cohesiva, divertida y poderosa desde el principio, y también ha entregado 13 copias", y que «Wheels on the Bus» (que describió como un "gusano de oído"), «High School Sweetheethearts» y «Lunchbox Friends» son pistas del álbum destacadas. Terminó la reseña aconsejando al lector que "[viera] la película antes de escuchar el álbum para obtener la experiencia completa". Después de todo, así es como Melanie pretendía que se consumiera esta era."
Will Hanson, de The Baker Orange, hizo una crítica mixta, describiéndola como "falta de actuación y de una narrativa débil", afirmando que "las imágenes y la música hacen que la película sea muy agradable para un fanático de Martinez". Los espectadores sin experiencia previa con Martinez tendrán dificultades para encontrar el placer", y también comparando la película con las obras de Burton. Concediendo a la película un 7 sobre 10, concluyó diciendo: "En la mayoría de los casos, la belleza visual y la música no salvarían a una película de una mala actuación, pero el encanto de Martinez permite que la película funcione a un nivel agradable".

## Rendimiento comercial
K-12 debutó en el número tres en el Billboard' 200 con 57.000 unidades, de las cuales 30.000 eran ventas puras de álbumes. Es el segundo álbum de Martínez en entrar en el Top 10 del Billboard Hot 200 de Estados Unidos. También es el segundo álbum de Martínez en ser Nro. 1 en el Billboard Top Alternative Albums.

## Lista de canciones
| N.º   | Título                                 | Escritor(es)                                    | Productor(es)       | Duración |  |
| 1.    | «Wheels on the Bus»                    | Melanie Martinez, Michael Keenan y Emily Warren | Michael Keenan      | 3:40     |  |
| 2.    | «Class Fight»                          | Martinez y Keenan                               | Keenan              | 2:41     |  |
| 3.    | «The Principal»                        | Martinez y Keenan                               | Keenan              | 2:56     |  |
| 4.    | «Show & Tell»                          | Martinez y Keenan                               | Keenan              | 3:35     |  |
| 5.    | «Nurse's Office»                       | Martinez y Keenan                               | Keenan              | 3:22     |  |
| 6.    | «Drama Club»                           | Martinez, Jeremy Dussolliett y Tim Sommers      | Kinetics & One Love | 3:45     |  |
| 7.    | «Strawberry Shortcake»                 | Martinez, Keenan y Warren                       | Keenan              | 3:04     |  |
| 8.    | «Lunchbox Friends»                     | Martinez y Keenan                               | Keenan              | 2:49     |  |
| 9.    | «Orange Juice»                         | Martinez y Keenan                               | Keenan              | 3:37     |  |
| 10.   | «Detention»                            | Martinez y Keenan                               | Keenan              | 3:56     |  |
| 11.   | «Teacher's Pet»                        | Martinez y Keenan                               | Keenan              | 4:01     |  |
| 12.   | «High School Sweethearts»              | Martinez y Keenan                               | Keenan              | 5:11     |  |
| 13.   | «Recess»                               | Martinez, Keenan y Warren                       | Keenan              | 3:50     |  |
| 14.   | «Fire Drill (Créditos de la película)» | Martinez y Keenan                               |                     | 4:17     |  |
| 46:27 |                                        |                                                 |                     |          |  |

| iTunes bonus video y DVD |                      |              |                                                                      |          |  |
| N.º                      | Título               | Escritor(es) | Productor(es)                                                        | Duración |  |
| 14.                      | «K-12» (la película) | Martinez     | Tyler Zelinsky, Kimberly Stuckwisch, Alissa Torvinen y Gergely Varga | 92:06    |  |
| 138:33                   |                      |              |                                                                      |          |  |

| Limited edition bonus vinyl single |                           |                   |               |          |  |
| N.º                                | Título                    | Escritor(es)      | Productor(es) | Duración |  |
| 1.                                 | «High School Sweethearts» | Martinez y Keenan |               | 5:11     |  |
| 5:11                               |                           |                   |               |          |  |

## Posiciones en las listas
| Lista (2019)                               | Mejor Posición |
| ------------------------------------------ | -------------- |
| Australia (ARIA)                           | 6              |
| Bélgica (Ultratop flamenca)                | 1              |
| Bélgica (Ultratop valona)                  | 5              |
| Canadá (Billboard Canadian Albums)         | 10             |
| República Checa (ČNS IFPI)                 | 7              |
| Países Bajos (Album Top 100)               | 3              |
| Finlandia (Suomen Virallinen Lista)        | 2              |
| Francia (SNEP)                             | 81             |
| Alemania (Media Control Charts)            | 27             |
| Irlanda (IRMA)                             | 7              |
| Italia (FIMI)                              | 11             |
| México (AMPROFON)                          | 4              |
| Nueva Zelanda (RMNZ)                       | 8              |
| Noruega (VG-lista)                         | 8              |
| España (PROMUSICAE)                        | 6              |
| Suecia (Sverigetopplistan)                 | 32             |
| Reino Unido (UK Albums Chart)              | 8              |
| Estados Unidos Billboard 200               | 3              |
| Estados Unidos (Top Alternative Albums)    | 1              |
| Estados Unidos Top Soundtracks (Billboard) | 1              |

## Historial de lanzamiento
| Región | Fecha                   | Formato(s)                                          | Discográfica     | Ref.          |
| ------ | ----------------------- | --------------------------------------------------- | ---------------- | ------------- |
| Varios | 6 de septiembre de 2019 | CD, CD/DVD, LP, casete, Descarga digital, streaming | Atlantic Records | [ 47 ] [ 47 ] |